# سیارک ۸۸۶۵
سیارک ۸۸۶۵ (به انگلیسی: 8865 Yakiimo، نامگذاری:1992AF) هشت هزار و هشتصد و شصت و پنجمین سیارک کشف شده‌است که در ۱ ژانویه ۱۹۹۲ کشف شد.